# Róża Biegańska-Marecik
Róża Biegańska-Marecik – polska naukowczyni, doktor habilitowana nauk rolniczych w zakresie technologii żywności i żywienia, specjalizująca się w chemii i technologii surowców oraz produktów roślinnych. Wykładowczyni zawodowo związana z Uniwersytetem Przyrodniczym w Poznaniu.

## Życiorys
Róża Biegańska-Marecik ukończyła studia w 1995 roku uzyskując stopień magistra inżyniera technologii żywności i żywienia człowieka. W roku 2004 uzyskała stopień doktora broniąc rozprawę pt. "Technologia produkcji jabłek mało przetworzonych w postaci plastrów pakowanych w atmosferze modyfikowanej", a w 2019 doktora habilitowanego na podstawie działa pt. "Wpływ technologii minimalnego przetwarzania na jakość sensoryczną i mikrobiologiczną oraz zawartość związków biologicznie aktywnych w jarmużu (Brassica Oleracea l.Var.Acephala dc.)", nadane przez Wydział Nauk o Żywności i Żywieniu Uniwersytetu Przyrodniczego w Poznaniu. 

## Pełnione funkcje
Od 2024 roku pełni funkcję Prodziekan ds. Studiów na Wydziale Nauk o Żywności i Żywieniu Uniwersytetu Przyrodniczego w Poznaniu.